# Aga Khan II
Aga Khan II (en persan : شاه علي شاه أغا خان الثاني) est le titre donné à Ali Shah, né en 1830 à Mahallat et mort le 17 août 1885 à Pune, 47e imam des ismaéliens nizârites de 1881 à 1885.

## Biographie
Il est le fils d'Aga Khan Ier et de son épouse Sarv-i Jahan Khanum, fille de Fath Ali, chah de Perse de la dynastie Qājār. À la mort de son père en 1881, il lui succède comme chef spirituel des ismaéliens nizârites, 47e imam et Aga Khan II.
Marié à sa cousine Bibi Shams-ul-Muluk, petite-fille de Fath Ali Chah, il est le père de l'Aga Khan III, qui lui succède à sa mort en 1885. Il est inhumé dans un mausolée à Nadjaf, en Irak. 

## Titulature
- 1830 - 12 avril 1881 : Ali Shah (naissance) ;
- 12 avril 1881 - 17 août 1885 : Son Altesse l'Aga Khan II.

Le prédicat d'altesse est accordé en 1877 par la reine Victoria du Royaume-Uni à l'imam des Ismaéliens au nom de l'Empire britannique.